# Deville, Ardennes

Deville este o comună în departamentul Ardennes din nordul Franței. În 1 ianuarie 2022 avea o populație de 1.044 de locuitori.